# Lista monumentelor istorice din județul Cluj - O

Simbol utilizat pentru monumentele istorice

Lista monumentelor istorice din județul Cluj - O cuprinde monumentele istorice înscrise în Patrimoniul cultural național al României și aflate în localități din județul Cluj al căror nume începe cu litera O.
Lista completă este menținută și actualizată periodic de către Ministerul Culturii, Cultelor și Patrimoniului Național din România, prin intermediul Institutului Național al Patrimoniului, ultima versiune datând din 2015. Această listă cuprinde și actualizările ulterioare, realizate prin ordin al ministrului culturii.
Puteți căuta un monument din județul Cluj folosind formularul de mai jos sau puteți naviga prin toate monumentele din județ la lista monumentelor istorice din județul Cluj.
| Cod LMI                         | Denumire                                            | Localitate                               | Localizare                    | Datare, Creatori | Imagine               | Erori             |
| ------------------------------- | --------------------------------------------------- | ---------------------------------------- | ----------------------------- | ---------------- | --------------------- | ----------------- |
| CJ-I-s-A-07126 (RAN: 55026.02)  | Așezare fortificată                                 | localitatea Ocna Dejului; municipiul Dej | „Huhui” 47.12524°N 23.85547°E | Preistorie       |                       | Raportează eroare |
| CJ-II-m-B-07726 (RAN: 55026.04) | Biserica romano-catolică                            | localitatea Ocna Dejului; municipiul Dej |                               | sec. XVIII       | Alte imagini          | Raportează eroare |
| CJ-II-m-B-07727 (RAN: 55026.03) | Biserica „Sf. Gheorghe”                             | localitatea Ocna Dejului; municipiul Dej | Str. Salbelor                 | 1776             | Alte imagini          | Raportează eroare |
| CJ-II-m-B-21097.11              | Ocolișel haltă                                      | sat Ocolișel; comuna Iara                |                               |                  | Încarcă foto \| video | Raportează eroare |
| CJ-II-m-B-21097.12              | Tunel                                               | sat Ocolișel; comuna Iara                |                               |                  | Încarcă foto \| video | Raportează eroare |
| CJ-II-m-B-07728                 | Biserica de lemn „Sf. Arhangheli Mihail și Gavriil” | sat Ocolișel; comuna Iara                | 85                            | 1852             | Alte imagini          | Raportează eroare |
| CJ-II-a-B-07729 (RAN: 58197.01) | Ansamblul bisericii reformate                       | sat Orman; comuna Iclod                  | 164 47.04686°N 23.81672°E     | sec. XIII-XV     | Alte imagini          | Raportează eroare |
| CJ-II-m-B-07729.01              | Biserica reformată                                  | sat Orman; comuna Iclod                  | 164                           | sec. XIII-XV     |                       | Raportează eroare |
| CJ-II-m-B-07729.02              | Clopotnița bisericii reformate                      | sat Orman; comuna Iclod                  | 164                           | sec. XVIII - XIX |                       | Raportează eroare |
| CJ-II-m-B-07730 (RAN: 59210.01) | Biserica de lemn „Sf. Arhangheli Mihail și Gavriil” | sat Osoi; comuna Recea-Cristur           | 18                            | 1800             | Alte imagini          | Raportează eroare |